# Славинка (Акмолинская область)
Сла́винка (каз. Славинка) — упразднённое село в Атбасарском районе Акмолинской области Казахстана. Входило в состав Полтавского сельского округа. 

## География
Село располагалось на берегу реки Жабай, в северной части района, на расстоянии примерно 31 километров (по прямой) к северо-востоку от административного центра района — города Атбасар, в 2 километрах к востоку от административного центра сельского округа — села Полтавка.
Абсолютная высота — 297 метров над уровнем моря.
Ближайшие населённые пункты: село Титовка — на юге, село Полтавка — на западе, село Петриковка — на севере.

## Население
В 1989 году население села составляло 10 человек (из них казахи — 80 %, чеченцы — 20 %). 
| Численность населения |
| 1989                  |
| --------------------- |
| 10                    |